# Cargolia salapia
Cargolia salapia là một loài bướm đêm trong họ Geometridae.